# Hippodamia endlicheriana
Hippodamia endlicheriana là một loài thực vật có hoa trong họ Tai voi. Loài này được (C. Heller ex Fenzl) Fritsch mô tả khoa học đầu tiên năm 1894.